# Quelque part quelqu'un
Pour plus de détails, voir Fiche technique et Distribution.
Quelque part quelqu’un est un film dramatique franco-allemand réalisé par Yannick Bellon, sorti en 1972.

## Synopsis
Paris en 1972, ville anonyme où les destins se croisent, sans toujours se reconnaître. Vincent, courtier le jour et écrivain la nuit, tente d'être romancier ; Raphaëlle est architecte. Ils ont perdu l'enthousiasme de la jeunesse. Raphaëlle cherche en vain à sortir de la déchéance Vincent, qui se détruit par l'alcool. Il y a aussi Emmanuel et Anne, un couple d'amoureux qui se séparent, ainsi que Germaine et Albert, un vieux couple chassé du quartier où ils habitent.

## Fiche technique
- Réalisation, scénario et dialogues : Yannick Bellon
- Image : Georges Barsky
- Musique originale : Georges Delerue
- Photographe de plateau : Denise Bellon
- Montage : Janine Sée
- Production : Jacqueline Doye
- Société de production : Les Films de l'Équinoxe, Télé-Europe
- Pays :  France /  Allemagne de l'Ouest
- Genre : drame
- Durée : 98 minutes
- Dates de sortie : 18 octobre 1972

## Distribution
- Loleh Bellon : Raphaëlle
- Roland Dubillard : Vincent
- Hugues Quester : Emmanuel
- Hélène Bernardin : Anne
- Hélène Dieudonné : Germaine
- Paul Villé : Albert
- Christine Tsingos : Christine, l'infirmière
- Michel Robin : le malade dépressif
- Jacques Alric : un collègue de Raphaëlle
- Didier Chéreau
- Étienne Diran
- Pierre Frag : un consommateur au comptoir du bistro
- Renée Gardès
- Viviane Gosset
- Victor Garrivier : le fonctionnaire au guichet des expropriations
- Gérard Lorin
- Pierre Meyrand
- René Morard : le chef de chantier
- Martine Rousseau
- Garcia Mondine : le musicien manouche
- Niglot Nandauer : un guitariste manouche
- Tilly Nandauer : un guitariste manouche
- Jean-Marie Croufer : un musicien des rues
- Claude Lévi-Strauss : lui-même
- René Marchand
- Claude Roy
- Claude Ventura
- Joris Ivens (non crédité) : un manifestant

## Citation
« Le film halète comme un coureur, et le spectateur est pris dans son triple mouvement, celui de l'avancée, celui de l'horizontale des rues et des places, et soudain, la fragilité de quelques personnages, leur solitude, leur malheur ou leur rire, sur fond de métropole et de la constellation finale du film, l'immense galaxie d'êtres, serrés et débordant, le Niagara de la vie. »

— Claude Roy

## Autre
Le personnage interprété par Roland Dubillard est inspiré de Henry Magnan, qui fut l'époux de Yannick Bellon.

## Distinctions
- Grand Prix d’interprétation masculine française Rolland Dubillard,
- Académie du cinéma « Etoiles de cristal »1973